# Quecksilberbeizen
Quecksilberbeizen sind eine Gruppe metallorganischer Verbindungen des Quecksilbers, die zum Beizen von Saatgut verwendet wurden.
Dazu gehören Phenylquecksilberchlorid (Uspulun), Phenylquecksilberacetat (Agrosan D, PMA), Phenylquecksilberbrenzkatechin (Germisan), Ethylquecksilberchlorid (Fusariol) und Methoxyethylquecksilbersilikat (Ceresan-Universal Trockenbeize, Ceresan-Morkit, Ceresan-Gamma M, Tillantin) sowie weitere Verbindungen.
Gegen 1895 wurde in Amerika die gute Wirkung von Quecksilberchlorid gegen samenbürtige pilzliche Krankheiten an Getreide erkannt. Darauf aufbauend erfolgte im Juli 1914 die Markteinführung der ersten Quecksilberbeize durch das Chemieunternehmen Bayer unter dem Markennamen Uspulun.
1930 wurden im Deutschen Reich etwa 800 Tonnen Quecksilberbeizmittel verbraucht. 40 bis 50 Prozent des Saatgetreides und bei Weizen sogar 80 Prozent wurden damals bereits gebeizt.
In den 1970er-Jahren wurden Quecksilberbeizen als Beizmittel durch ungiftigere chemisch-synthetische Verbindungen abgelöst. Ihre Verwendung wurde in der BRD 1981 verboten.
| Gefahrensymbol | Gefahrensymbol |

| Gefahrensymbol |

| Gefahrensymbol | Gefahrensymbol |

| Gefahrensymbol | Gefahrensymbol |

| Gefahrensymbol | Gefahrensymbol |

| Gefahrensymbol |

| Gefahrensymbol | Gefahrensymbol |

| Gefahrensymbol |